# Konklawe 1623

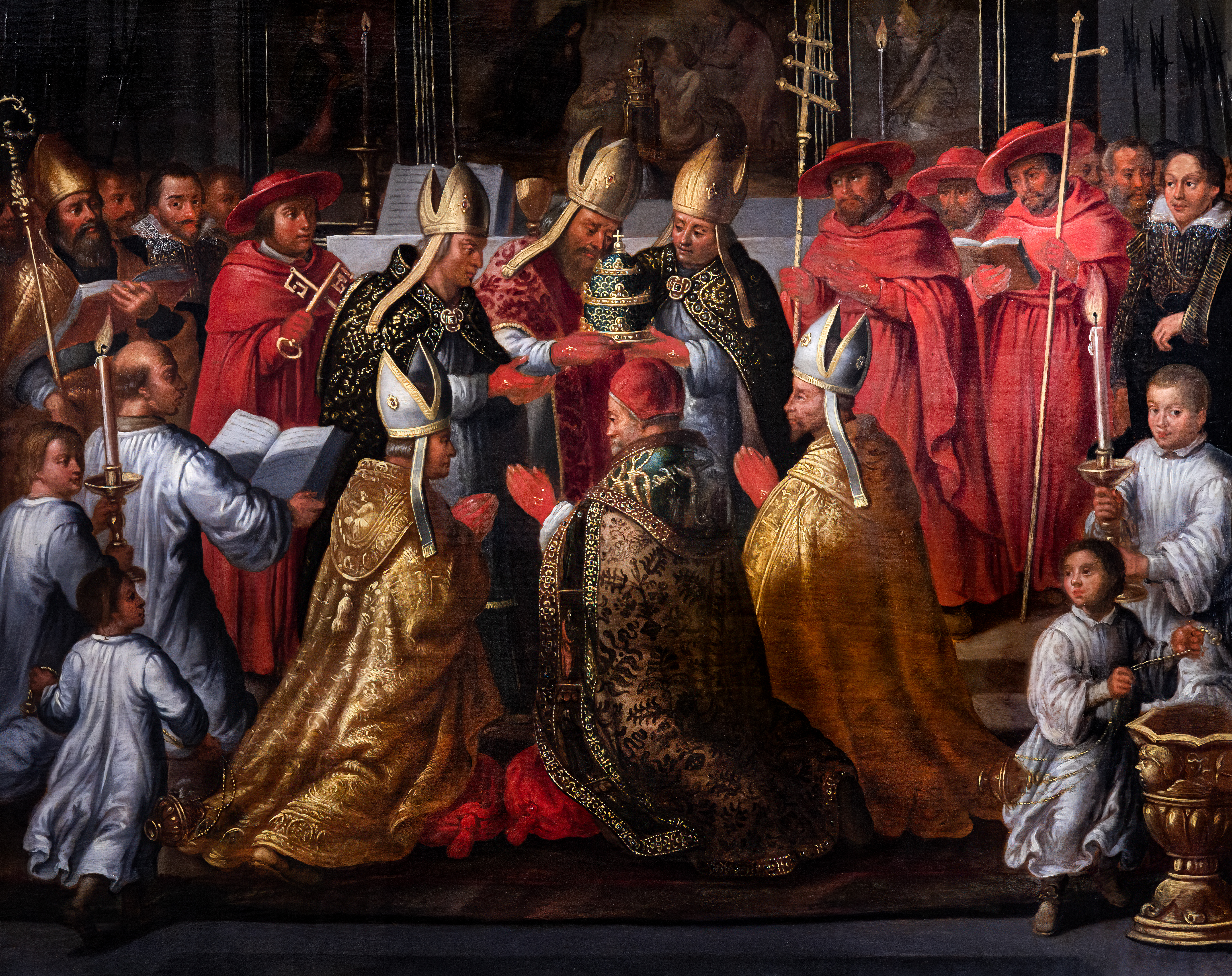
Koronacja papieża Urbana VIII w 1623 r.

Konklawe 19 lipca – 6 sierpnia 1623 – konklawe, które wybrało Urbana VIII na następcę Grzegorza XV.

## Śmierć Grzegorza XV
Grzegorz XV zmarł 8 lipca 1623 w wieku 69 lat po dwóch latach i pięciu miesiącach pontyfikatu. Papież ten w listopadzie 1621 wydał bullę Aeterni patris, w której zawarł nowe regulacje dotyczące konklawe. Papieże odtąd mieli być wybierani w tajnym głosowaniu na piśmie. Wybór przez aklamację (a tak został wybrany sam Grzegorz XV i większość papieży w XVI wieku) był nadal dopuszczalny, ale musiał być następnie potwierdzony w tajnym, pisemnym głosowaniu. Bulla zakazywała też tworzenia list „popierających” i „wykluczających” przez świeckich monarchów, takich jak te sporządzone przez króla Hiszpanii Filipa II na drugim konklawe 1590.

## Lista uczestników
W konklawe uczestniczyło 55 z 67 kardynałów, jeden musiał jednak opuścić je przed końcem z powodu choroby:
- Antonio Maria Sauli (nominacja 18 grudnia 1587) – kardynał biskup Ostia e Velletri; dziekan Świętego Kolegium Kardynałów
- Francesco Maria Bourbon del Monte (16 listopada 1588) – kardynał biskup Porto e Santa Rufina; subdziekan Świętego Kolegium Kardynałów; prefekt Świętej Kongregacji ds. Obrzędów i Ceremonii
- Francesco Sforza di Santa Fiora (12 grudnia 1583) – kardynał biskup Frascati
- Odoardo Farnese (6 marca 1591) – kardynał biskup Sabiny; regent księstwa Parmy i Piacenzy; legat apostolski w Viterbo; gubernator Vetralla
- Ottavio Bandini (5 czerwca 1596) – kardynał biskup Palestriny; prefekt Świętej Kongregacji ds. Biskupów i Zakonników
- Giovanni Battista Deti (3 marca 1599) – kardynał biskup Albano
- Federico Borromeo (18 grudnia 1587) – kardynał prezbiter S. Maria degli Angeli; protoprezbiter Świętego Kolegium Kardynałów; arcybiskup Mediolanu
  - Andrea Baroni Peretti (5 czerwca 1596) – kardynał prezbiter S. Lorenzo in Lucina (3 sierpnia opuścił konklawe z powodu choroby)
- Bonifacio Bevilacqua (3 marca 1599) – kardynał prezbiter S. Maria in Trastevere; biskup Cervia
- Domenico Ginnasi (9 czerwca 1604) – kardynał prezbiter Ss. XII Apostoli; prefekt Świętej Kongregacji Konsystorialnej
- Carlo Gaudenzio Madruzzo (9 czerwca 1604) – kardynał prezbiter S. Cesareo in Palatio; biskup Trydentu
- Scipione Caffarelli-Borghese (18 lipca 1605) – kardynał prezbiter S. Crisogono; penitencjariusz większy; prefekt Trybunału Apostolskiej Sygnatury Łaski; archiprezbiter bazyliki watykańskiej; prefekt Fabryki Świętego Piotra; komendatariusz opactwa terytorialnego Subiaco; protektor Rzeszy Niemieckiej
- Maffeo Barberini (11 września 1606) – kardynał prezbiter S. Onofrio; prefekt Trybunału Apostolskiej Sygnatury Sprawiedliwości; prefekt Świętej Kongregacji Indeksu; kamerling Świętego Kolegium Kardynałów
- Giovanni Garzia Millini (11 września 1606) – kardynał prezbiter Ss. IV Coronati; wikariusz generalny diecezji rzymskiej; sekretarz Świętej Kongregacji Rzymskiej i Powszechnej Inkwizycji; archiprezbiter bazyliki liberiańskiej
- Marcello Lante della Rovere (11 września 1606) – kardynał prezbiter Ss. Quirico e Giulitta; biskup Todi
- Fabrizio Veralli (24 listopada 1608) – kardynał prezbiter S. Agostino
- Giambattista Leni (24 listopada 1608) – kardynał prezbiter S. Cecilia; archiprezbiter bazyliki laterańskiej; biskup Ferrary
- Luigi Capponi (24 listopada 1608) – kardynał prezbiter S. Pietro in Vincoli; arcybiskup Rawenny; komendatariusz opactwa terytorialnego S. Genesio w Brescello
- Decio Carafa (17 sierpnia 1611) – kardynał prezbiter Ss. Giovanni e Paolo; arcybiskup Neapolu
- Domenico Rivarola (17 sierpnia 1611) – kardynał prezbiter S. Martino ai Monti
- Pier Paolo Crescenzi (17 sierpnia 1611) – kardynał prezbiter Ss. Nereo ed Achilleo; biskup Orvieto
- Agostino Galamina OP (17 sierpnia 1611) – kardynał prezbiter S. Maria in Aracoeli; biskup Osimo
- Gaspar de Borja y Velasco (17 sierpnia 1611) – kardynał prezbiter S. Croce in Gerusalemme
- Felice Centini OFMConv (17 sierpnia 1611) – kardynał prezbiter S. Anastasia; biskup Macerta e Tolentino
- Giacomo Serra (17 sierpnia 1611) – kardynał prezbiter S. Maria della Pace; legat apostolski w Ferrarze
- Roberto Ubaldini (2 grudnia 1615) – kardynał prezbiter S. Alessio; legat apostolski w Bolonii; biskup Montepulciano
- Tiberio Muti (2 grudnia 1615) – kardynał prezbiter S. Prisca; biskup Viterbo
- Gabriel Trejo y Paniagua (2 grudnia 1615) – kardynał prezbiter S. Bartolomeo all’Isola
- Giulio Savelli (2 grudnia 1615) – kardynał prezbiter S. Sabina
- Melchior Klesl (2 grudnia 1615) – kardynał prezbiter bez tytułu; biskup Wiednia; administrator diecezji Wiener Neustadt
- Pietro Campori (19 września 1616) – kardynał prezbiter S. Tommaso in Parione; biskup Cremony
- Matteo Priuli (19 września 1616) – kardynał prezbiter S. Marco
- Scipione Cobelluzzi (19 września 1616) – kardynał prezbiter S. Susanna; bibliotekarz Świętego Kościoła Rzymskiego; sekretarz ds. Brewe Apostolskich
- Francesco Cennini de’ Salamandri (11 stycznia 1621) – kardynał prezbiter S. Marcello; biskup Amelii
- Guido Bentivoglio (11 stycznia 1621) – kardynał prezbiter S. Maria del Popolo; biskup Riez
- Pietro Valier (11 stycznia 1621) – kardynał prezbiter S. Salvatore in Lauro; arcybiskup Krety
- Eitel Friedrich von Hohenzollern-Sigmaringen (11 stycznia 1621) – kardynał prezbiter S. Lorenzo in Panisperna; biskup Osnabrück
- Giulio Roma (11 stycznia 1621) – kardynał prezbiter S. Maria sopra Minerva; biskup Recanati e Loreto
- Cesare Gherardi (11 stycznia 1621) – kardynał prezbiter S. Pietro in Montorio; biskup Camerino
- Desiderio Scaglia OP (11 stycznia 1621) – kardynał prezbiter S. Clemente; biskup Como
- Stefano Pignatelli (11 stycznia 1621) – kardynał prezbiter S. Maria in Via
- Ludovico Ludovisi (15 lutego 1621) – kardynał prezbiter S. Lorenzo in Damaso; superintendent generalny Stolicy Apostolskiej; prefekt Świętej Kongregacji Dobrego Rządu; prefekt Świętej Konsulty; arcybiskup Bolonii; prefekt Świętej Kongregacji Rozkrzewiania Wiary; wicekanclerz Świętego Kościoła Rzymskiego; legat apostolski w Awinionie; prefekt Sygnatury ds. Brewe Apostolskich; komendatariusz opactw terytorialnych Tre Fontane i Nonantola; gubernator Fermo; protektor Sabaudii
- Antonio Caetani (19 kwietnia 1621) – kardynał prezbiter S. Pudenziana; arcybiskup Kapui; komendatariusz opactwa terytorialnego S. Vincenzo al Volturno
- Francesco Sacrati (19 kwietnia 1621) – kardynał prezbiter S. Matteo in Merulana; biskup Ceseny
- Lucio Sanseverino (21 lipca 1621) – kardynał prezbiter S. Stefano al Monte Celio; arcybiskup Salerno
- Marcantonio Gozzadini (21 lipca 1621) – kardynał prezbiter S. Agata in Suburra; biskup Faenzy
- Cosimo de Torres (5 września 1622) – kardynał prezbiter S. Pancrazio; prefekt Świętej Kongregacji ds. Soboru Trydenckiego
- Ottavio Ridolfi (5 września 1622) – kardynał prezbiter S. Agnese in Agone; biskup Agrigento
- Alessandro d’Este (3 marca 1599) – kardynał diakon S. Maria in Via Lata; protodiakon Świętego Kolegium Kardynałów; biskup Reggio Emilia; gubernator Tivoli
- Giovanni Doria (9 czerwca 1604) – kardynał diakon S. Adriano; arcybiskup Palermo
- Carlo Emmanuele Pio (9 czerwca 1604) – kardynał diakon S. Nicola in Carcere Tulliano; legat apostolski w Marchii Ankońskiej
- Maurizio di Savoia (10 grudnia 1607) – kardynał diakon S. Eustachio; komendatariusz opactwa terytorialnego Chiusa di S. Michele; protektor Francji
- Carlo de’ Medici (2 grudnia 1615) – kardynał diakon S. Maria in Domnica
- Francesco Boncompagni (19 kwietnia 1621) – kardynał diakon S. Angelo in Pescheria; biskup Fano; legat apostolski w Perugii
- Ippolito Aldobrandini (19 kwietnia 1621) – kardynał diakon S. Maria Nuova; kamerling Świętego Kościoła Rzymskiego

Skład narodowościowy: po dwóch Hiszpanów i Niemców, reszta Włosi.
Dziewięciu elektorów było nominatami Grzegorza XV (1621-1623), trzydziestu dwóch Pawła V (1605-1621), dziewięciu Klemensa VIII (1592-1605), trzech Sykstusa V (1585-1590), po jednym Grzegorza XIII (1572-1585) i Grzegorza XIV (1590-1591).

### Nieobecni
Jedenastu kardynałów (Niemiec, czterech Francuzów, czterech Hiszpanów, dwóch Włochów):
- Franz von Dietrichstein (3 marca 1599) – kardynał prezbiter S. Silvestro in Capite; biskup Ołomuńca; protektor Austrii; cesarski gubernator Moraw
- François d’Escoubleau de Sourdis (3 marca 1599) – kardynał prezbiter S. Prassede; arcybiskup Bordeaux
- Antonio Zapata y Cisneros (9 czerwca 1604) – kardynał prezbiter S. Balbina; protektor Hiszpanii
- François de La Rochefoucauld (10 grudnia 1607) – kardynał prezbiter S. Callisto; biskup Senlis; przewodniczący Rady Królewskiej Francji
- Baltasar Moscoso y Sandoval (2 grudnia 1615) – kardynał prezbiter bez tytułu; biskup Jaén
- Francisco Goméz de Sandoval y Rojas (26 marca 1618) – kardynał prezbiter S. Sisto; książę Lerma
- Armand-Jean Duplessis de Richelieu (5 września 1622) – kardynał prezbiter bez tytułu; biskup Luçon
- Alessandro Orsini (2 grudnia 1615) – kardynał diakon S. Maria in Cosmedin; legat apostolski w Romanii
- Louis de Nogaret d'Épernon de La Valette (11 stycznia 1621) – kardynał diakon bez tytułu; arcybiskup Tuluzy
- Agostino Spinola Basadone (11 stycznia 1621) – kardynał diakon bez tytułu; biskup Tortosy
- Alfonso de la Cueva-Benavides y Mendoza-Carrillo (5 września 1622) – kardynał diakon bez tytułu

Trzech nieobecnych mianował Klemens VIII, sześciu Paweł V, dwóch Grzegorz XV.

### Nieuprawnieni do udziału w konklawe
14-letni syn króla Hiszpanii z racji młodego wieku i braku jakichkolwiek święceń nie miał uprawnień elektorskich:
- Ferdynand Habsburg (29 lipca 1619) – kardynał diakon S. Maria in Portico; administrator archidiecezji Toledo; wielki przeor przeoratu Crato zakonu joannitów

## Podziały w Kolegium Kardynalskim
Kolegium Kardynałów dzieliło się na dwie duże partie:
- „Borghesianie” – partia kardynała Scipione Borghese, w grupująca większość (24 z 32) nominatów jego wuja Pawła V. Należeli do niej kardynałowie: Borghese (lider), Millini, Barberini, Lante, Veralli, Leni, Crescenzi, Centini, Galamina, Priuli, Savelli, Serra, Camponi, Muti, Roma, Cobelluzio, Cennini, Bentivoglio, Rivarola, Scaglia, Gherardi, Pignatelli, Valier i Carafa;
- „Ludovisianie” – partia kardynała Ludovisiego, nepota papieża Grzegorza XV, w której zgrupowali się kardynałowie mianowani nie tylko przez jego wuja, ale także przez Klemensa VIII, co było wynikiem sojuszu matrymonialnego rodu Ludovisi z rodem Aldobrandini. W jej składzie można było wyróżnić trzy frakcje:
  - frakcja kardynała Ludovisiego sensu stricto, grupująca nominatów jego wuja (z wyjątkiem Aldobrandiniego). Należeli do niej: Sacrati, Caetani, Boncompagni, Sanseverino, Gozzadini, Rodolfo i Torres; dołączył do niej także kardynał Borromeo, mianowany przez Sykstusa V;
  - frakcja kardynała Aldobrandiniego, krewnego papieża Klemensa VIII, grupująca nominatów tego właśnie papieża (choć sam lider został mianowany przez Grzegorza XV): Bandini, Ginnasio, Pio, Bevilacqua i Deti;
  - florentyńscy kardynałowie Ubaldini i Capponi, którzy zostali mianowani przez Pawła V, ale byli poróżnieni z kardynałem Borghese, za to blisko współpracowali z Grzegorzem XV.

Ponadto wyróżniano kilka pomniejszych grup:
- Stronnictwo hiszpańskie – tworzyli je hiszpańscy kardynałowie Borgia (lider) i Paniaqua, cesarscy kardynałowie Hohenzollern, Klesl i Madruzzo, kardynał Doria z Genui oraz kardynał Sforza, ostatni z żyjących nominatów Grzegorza XIII. Broniło ono politycznych interesów Hiszpanii
- „Kardynałowie-książęta” – tak nazywano grupę czterech kardynałów wywodzących się z włoskich rodów książęcych (Medici z ks. Toskanii, d’Este z ks. Modeny, Farnese z ks. Parmy i Maurizio di Savoia z ks. Sabaudii), którzy nie tworzyli jednolitego stronnictwa, ale zajmowali pozycję autonomiczną względem przywódców pozostałych frakcji. Kardynał Maurizio di Savoia był dodatkowo kardynałem-protektorem Francji i tym samym jej jedynym reprezentantem na konklawe;
- „sykstyńczycy” –czyli ugrupowanie nominatów Sykstusa V. Po niedawnej śmierci ich wieloletniego przywódcy Alessandro Peretti de Montalto (2 czerwca 1623) ich naturalnym liderem był Andrea Baroni Peretti (nominat Klemensa VIII, ale spokrewniony z Sykstusem V), który jednak w trakcie konklawe chorował i w końcu musiał je opuścić. Pozostałymi członkami tej grupy byli kardynałowie Sauli i del Monte (trzeci z nominatów Sykstusa V, Borromeo, dołączył do partii Ludovisiego). Z uwagi na małą liczebność i faktyczny brak lidera partia ta nie odgrywała większej roli[3]

## Kandydaci na papieża
Dziewiętnastu kardynałów uważano za papabile:
- spośród nominatów Sykstusa V: Sauli, del Monte i Borromeo,
- spośród nominatów Klemensa VIII: Bandini, Ginnasi i Madruzzo,
- spośród nominatów Pawła V: Galamina, Barberini, Millini, Cobelluzio, Veralli, Campori, Cennini, Scaglia, Carafa i Lante,
- spośród nominatów Grzegorza XV: Sanseverino, Caetani i Sacrati.

Najwięcej potencjalnych kandydatów należało więc do frakcji kardynała Borghese, jednak nie wszyscy z nich mogli liczyć na poparcie swego lidera. Siostrzeniec Pawła V nie życzył sobie wyboru kardynałów Lante ani Cobelluzio, niechętnie spoglądał też na ewentualne kandydatury Galaminy i Barberiniego. Faworyzowani przez niego byli natomiast Cennini, Millini i przede wszystkim Campori.
Z uwagi na przewagę liczebną „borghesian” wydawało się oczywiste, że to z ich grona będzie pochodził nowy papież. Za kandydatów z tej partii akceptowalnych dla bloku przeciwnego („ludovisian”) uchodzili Campori, Cobelluzio i Galamina. Cobelluzio i Galamina nie mieli poparcia kardynała Borghese, a Galaminę ponadto odrzucali Hiszpanie, którzy byli przeciwni także kandydaturze Federico Borromeo. W tym stanie rzeczy na zdecydowanego faworyta wyrastał Pietro Campori, główny kandydat kardynała Borghese, który był akceptowalny dla Ludovisiego i Aldobrandiniego i mógł liczyć na poparcie Hiszpanii.
W wyniku wstępnych negocjacji przed konklawe stronnictwo hiszpańskie oraz reprezentujący Francję Maurizio di Savoia dołączyli do obozu kardynała Borghese. Dla Ludovisiego istotną sprawą w toku konklawe było rozdzielenie reprezentantów Francji i Hiszpanii od frakcji „borghesian”. Wykonaniu tego zadania sprzyjała okoliczność, że większość kardynałów prohiszpańskich, pomimo instrukcji swego dworu, sprzyjała bratankowi Grzegorza XV, a nie jego rywalowi.

## Przebieg konklawe
Konklawe rozpoczęło się 19 lipca z udziałem 51 purpuratów. Kardynał Serra przybył 20 lipca, Borromeo i Scaglia 21 lipca, a Priuli dopiero 31 lipca. Do pierwszego głosowania doszło 20 lipca. Po zsumowaniu wyników z fazy pisemnej z ustnego akcesu najwięcej głosów uzyskali kardynałowie Bandini (13), Cobelluzio (11), Veralli i Galamina (po ok. 10) oraz Barberini (4). Od tego momentu Ottavio Bandini stał się głównym kandydatem Ludovisiego, którego wsparli Borromeo, Farnese i Hiszpanie. W porannym głosowaniu 22 lipca otrzymał on 21 głosów. Wówczas Borghese wysunął jako kontrkandydata Giovanni Milliniego i z pomocą kardynała Sforzy w wieczornym głosowaniu zebrał na jego rzecz 26 głosów. Borghese był przekonany, że następnego dnia rano Millini zostanie papieżem, ale ten scenariusz został skutecznie udaremniony przez Ludovisiego. Zdołał on przekonać kardynałów d’Este, di Savoia oraz „sykstyńczyków” do nie popierania Milliniego. W rezultacie rankiem 23 lipca Millini dostał jedynie 20 głosów.
Przez następnych kilka dni, do 27 lipca, trwał pat. Regularnie najwięcej głosów (po około 20) dostawali Millini i Bandini, przy czym na pierwszego głosowali „borghesianie”, a na drugiego „ludovisianie”. 26 lipca kardynałowie d’Este, di Savoia oraz Borja y Velasco podjęli się próby mediacji między Borghese a Ludovisim. Spotkanie liderów w kaplicy Sykstyńskiej nie doprowadziło do żadnych rezultatów, miało jednak duże znaczenie. Ludovisiemu udało się bowiem zrzucić odpowiedzialność za jego niepowodzenie na kardynała Borghese, co osłabiło pozycję tego drugiego, szczególnie w oczach Hiszpanów.
28 lipca Ludovisi wysunął kandydaturę kardynała Borromeo i już w porannym głosowaniu uzbierał 18 głosów na jego korzyść, w tym kardynałów di Savoia oraz Valiero z obozu „borghesian”. Przeciw Borromeo zdecydowanie opowiedzieli się jednak Hiszpanie, którzy przekonali Borghese do nie popierania go. W wieczornym głosowaniu najwięcej głosów, aż 26, uzbierał ponownie Millini, podczas gdy poparcie dla Borromeo stopniało do 11 głosów.
Do 31 lipca najwięcej głosów (kilkanaście do dwudziestu) otrzymywali nadal Millini i Borromeo, ale było oczywiste, że żaden z nich nie jest już poważnym kandydatem. 29 lipca kardynałowie Farnese i Caetani zaproponowali kandydaturę Maffeo Barberiniego. Ludovisi, Borja i Borghese skłaniali się ku zaakceptowaniu go, jednak propozycja ta napotkała na sprzeciw starszych kardynałów, dla których Barberini był za młody (miał 55 lat). Dwa dni później wszelkie wysiłki na jego rzecz musiały zostać zarzucone wobec zbyt silnej opozycji. W międzyczasie Borja i Ludovisi proponowali też Scaglię, ale ponieważ był on jedynie rok starszy od Barberiniego, nie uzyskał poparcia starszych członków Świętego Kolegium.
1 sierpnia ponownie inicjatywę przejął Ludovisi, proponując kardynała Cobelluzio. Borghese, aby udaremnić ten manewr, znów wysunął Milliniego. W wieczornym głosowaniu tego dnia Cobelluzio otrzymał 24 głosy, a Millini 22. Dzień później nad ranem Cobelluzio dostał 25 głosów, a Millini 21, ale Borghese jasno dał do zrozumienia, że Cobelluzio nie uzyska jego poparcia. W następnym głosowaniu dostał jeszcze 22 głosy, ale było oczywiste, że manewr Ludovisiego nie powiódł się.
Wskutek potwornych upałów i ciężkiego powietrza wśród uczestników konklawe zaczęła się szerzyć malaria. W pierwszych dniach sierpnia kardynałowie Peretti, Gherardi, Borghese, Sanseverino i Pignatelli dostali wysokiej gorączki. Peretti i Gherardi 3 sierpnia opuścili obrady konklawe (Peretti na stałe, Gherardi wrócił trzy dni później). Siedmiu kardynałów uczestniczących w tym konklawe zmarło w przeciągu pół roku po jego zakończeniu.
Choroba znacznie utrudniła kardynałowi Borghese kierowanie swoją frakcją. Wprawdzie jeszcze 4 sierpnia próbował podjąć działania na rzecz swego głównego kandydata, kardynała Campori, ale wieczorem tego dnia jego stan znacznie się pogorszył. W tym momencie Maurizio di Savoia ponownie wysunął kandydaturę Barberiniego, którą poparli także Ubaldini, Farnese i Rivarola. W ciągu 5 sierpnia trwała intensywna agitacja zwolenników Barberiniego, którzy zdołali przekonać do niego Ludovisiego. Wczesnym popołudniem Barberini mógł liczyć już na 22 głosy. Następnie poparcia udzielili mu Hiszpanie oraz wszyscy „kardynałowie-książęta”. Kardynał Borghese był przeciwny tej kandydaturze, wciąż licząc na wybór Camporiego lub Cenniniego, ale jego opór, ze względu na chorobę, trwał krótko. Wieczorem jego stan pogorszył się na tyle, że postanowił poprosić dziekana Świętego Kolegium o zgodę na natychmiastowe opuszczenie obrad. Dziekan Sauli, za namową Borja y Velasco i Ludovisiego, odmówił udzielenia tej zgody, wobec czego Borghese uznał, że trzeba konklawe jak najszybciej zakończyć i skapitulował. Uzgodniono, że następnego dnia rano blok Ludovisiego zagłosuje na Barberiniego od razu, a „borghesianie” dołączą swe głosy w procedurze akcesu. Na końcowe głosowanie sprowadzono ponownie na konklawe chorego kardynała Gherardi.

## Wybór Urbana VIII
Rankiem 6 sierpnia odbyły się dwa głosowania. Wprawdzie już pierwsze przyniosło wymaganą większość Barberiniemu, ale unieważniono je z przyczyn proceduralnych. W kolejnym, powtórzonym głosowaniu Maffeo Barberini dostał 26 głosów w pierwszej turze i 24 kolejne przez akces, co razem dało mu 50 głosów na 54. Jedynie trzech kardynałów do końca było mu przeciwnych. Sam Barberini oddał głos na kardynała Cobelluzio. Elekt przybrał imię Urbana VIII. Ponieważ nowy papież również chorował, uroczystości koronacyjne odbyły się dopiero 29 września.